# Front Popular d'Alliberament de Tigre
El Front Popular d'Alliberament de Tigre (tigrinya: ህዝባዊ ወያነ ሓርነት ትግራይ, ḥəzbawi wäyanä ḥarənnät təgray, ‘Revolució popular (per) la llibertat de Tigre’; amhàric: ሕዝባዊ ወያኔ ሓርነት ትግራይ; anglès: Tigray People's Liberation Front, TPLF), conegut comunament i a vegades pejorativament a Etiòpia com Woyane o Weyane (gueez: ወያነ), és un partit polític a Etiòpia. A les últimes eleccions legislatives del 2010, el partit, que és el principal integrant de l'aliança del Front Democràtic Revolucionari Popular Etíop, va obtenir 499 escons dels 547 totals. A les regionals de l'agost del 2005 a Tigre el partit va aconseguir la victòria, guanyant els 152 escons de Tigre.
EL TPLF s'organitza amb un comitè Central i un politburó. Abans de la seva victòria en la guerra civil etiòpica, es dividia en quatre organitzacions regionals, tres dins de Tigre i la quarta representant als que resideixen fora de la regió. Cadascuna de les regions de Tigre tenia membres de politburó que coordinaven les seves activitats. El comitè estranger supervisava subdivisions al Sudan, Orient Mitjà, Europa i Amèrica del Nord.

## Història

### Orígens
El 14 de setembre de 1974 un grup de set universitaris tigrinyes a Addis Abeba formaren l'Organització Nacional Tigrinya (tigrinya: ማህበር ገስገስቲ ብሄረ ትግራይ, ‘Associació de Progressistes de la Nació Tigrinya’; anglès: Tigrayan National Organization, TNO). La TNO va formar cèl·lules clandestines i va fer treball de propaganda entre la gent. Durant la revolta popular de 1974, la TNO va tenir un paper important mobilitzant la gent de Tigre. Després de la pujada al poder del Derg, la TNO afirmava que calia la lluita armada per treure el nou règim. El febrer de 1975, el TNO es va transformar en el TPLF (El Front Popular d'Alliberament de Tigre). El nou front va emetre un Manifest en el qual afirmava que la seva missió primària era la secessió d'Etiòpia, i crear un estat tigre independent. El mapa estatal de Tigre s'estenia des de la frontera del Sudan al nord-oest fins al nord-est de la regió Àfar. Va establir la seva primera base militar a Dedebit a Tigre, després d'haver fet preparatius polítics i militars.
Al principi, el TPLF era només un més entre diversos grups rebels a Tigre, i només un dels seus membres tenia formació militar. En el seu llibre sobre la història del TPLF, Aregawi Berhe admet que si no hagués estat per l'ajut de Gessesew Ayele (més conegut pel seu renom "Sehul"), un antic membre del parlament etiòpic i ancià tigrinya local respectat, el naixent TPLF hauria anat al desastre ràpidament; Sehul tenia contactes personals extensos a Tigre occidental que proporcionaren suport al petit grup, així com la personalitat per intimidar els shiftas (els caps rebels) locals. El TPLF va poder establir la seva presència amb un atac a la presó de Shire el matí del 5 d'agost de 1975, en el qual alliberaren el seu camarada capturat, Mehari Tekle, (àlies "Mussie") i 60 altres presos (incloent-hi criminals declarats culpables); un mes més tard, la tarda de 4 de setembre, robaven el banc d'Axum, acció en la qual quatre policies van morir i es van obtenir 175.000 birr (equivalents a 84.000 $ americans), i es van aconseguir també un substancial nombre d'armes i munició al cost de només un lluitador ferit.
Els grups antigovernamentals rivals a Tigre eren la Unió Democràtica d'Etiòpia (EDU dirigida per Ras Mengesha Seyoum, comunament vist com a grup promonàrquic), el Front d'Alliberament de Tigre (TLF, dirigit per Yohannes Tekle Haymanot que defensava la independència de Tigre com el TPLF), i el Partit Revolucionari Popular Etíop (EPRP, que s'havia retirat al mont Asimba al Tigre oriental després del Terror roig etíop). Segons Aregawi, el TPLF va contactar amb cada un dels altres grups per formar aliances tàctiques, però no ho va aconseguir. El primer grup rival en ser eliminat fou el TLF, que es va dividir en tres faccions el novembre de 1975; i després d'una investigació va executar els seus dos principals líders per "delictes contra els seus propis col·legues". Després fou l'EDU, que Aregawi diu que va iniciar el conflicte matant a Sehul. Després de lliurar unes quantes batalles amb l'EDU (Chiameskebet el 26 de setembre de 1976, i Addi Nebreid el juliol de 1976 i 12 març de 1977) que foren costoses en homes i material, el TPLF va recórrer a la guerrilla contra l'EDU al que finalment va expulsar del Tigre occidental en la batalla de Quinat-arbaete el novembre de 1979 L'EPRP era l'últim grup implicat; encara que Aregawi afirma que l'EPRP va disparar els primers trets, Gebru Tareke escriu que és impossible de determinar quin grup va iniciar el conflicte, car cap "dels partits han continuat discutint aquest punt".
En qualsevol cas, les unitats de l'EPRP presumptament atacaren unitats del TPLF a Agame el 23 de febrer de 1978, forçant-los a evacuar la província. El TPLF va portar dues de les seves companyies de veteranes de l'oest, i en un ferotge contraatacar va forçar els lluitadors de l'EPRP a retirar-se altra vegada al Mont Asimba. Després d'una batalla de cinc dies, el TPLF va capturar aquest baluard de muntanya, i la majoria de l'EPRP derrotat va fugir al santuari que li oferien els rebels eritreus.
Al voltant de 1983, els quadres bàsics del TPLF fundaven la Lliga Marxista-Leninista de Tigre (Marxist-leninist League of Tigray, MLLT) en la línia del Partit del Treball d'Albània. També incorporaven el nom Woyane al títol de la seva organització com a referència intencional a la Rebel·lió Woyane, una revolta a Tigre que va esclatar i fou aplanada el 1943.

### Control sobre Etiòpia
A finals de 1980 amb l'evacuació dels soldats cubans, i limitada l'ajuda militar i econòmica de la Unió Soviètica, l'exèrcit etíop va perdre tot el territori guanyat a Eritrea. El 1988, el Front Popular d'Alliberament d'Eritrea es va apoderar de la ciutat d'Afabet i el 1990 va capturar el port de Massawa. El 1989 Meles Zenawi, que havia aconseguit progressivament el domini de la major part de la regió del Tigre, es va aliar a altres moviments polítics o militars d'altres regions etíops per formar el Front Democràtic Revolucionari del Poble Etíop, el qual després d'una guerra civil va aconseguir capturar el febrer de 1991 les ciutats de Gondar i Gojam. El 23 de maig de 1991, les tropes rebels de Zenawi van entrar a Addis Abeba, enderrocant Mengistu, que va buscar asil polític a Zimbabwe, sent acollit per Robert Mugabe. Després de l'èxit del TPLF el 1991 guanyant el control d'Etiòpia, i l'esfondrament de règim comunista a Albània, el TPLF abandonava totes les referències al Marxisme-leninisme. El lideratge del TPLF diu que la Lliga (MLLT) es va dissoldre quan el Front Democràtic Revolucionari Popular Etíop, organització de fet muntada pel TPLF, va prendre el poder després de l'esfondrament del Derg el 1991.

### A l'oposició (2018–2020)
Després de tres anys de protesta i disturbis, el 15 de febrer de 2018, el primer ministre etíop, Hailemariam Desalegn, un dels caps dels quatre partits que formen la coalició governant: Partit Oromo Democràtic (ODP), Partit Democràtic Amhara (ADP), Moviment Democràtic Popular d'Etiòpia Meridional (SEPDM) i Front d'Alliberament Popular Tigrayan (TPLF), va anunciar la seva renúncia.
En 2019, per a allunyar al país del federalisme ètnic i la política nacionalista ètnica, el primer ministre Abiy Ahmed va fusionar els partits constituents ètnics i regionals de la coalició del Front Democràtic Revolucionari Popular Etíop (FDRPE) i diversos partits de l'oposició en el seu nou Partit de la Prosperitat. El Front Popular d'Alliberament de Tigre (TPLF), que havia dominat la política etíop durant vint-i-set anys com a règim repressiu a través d'un sistema de partit dominant, es va negar a unir-se al nou partit. El TPLF va al·legar llavors que Abiy Ahmed s'havia convertit en un governant il·legítim perquè les eleccions generals previstes per al 29 d'agost de 2020 es van posposar a 2021 en motiu de la pandèmia de COVID-19 en curs. El TPLF, dirigit pel seu president Debretsion Gebremichael, va seguir endavant amb les eleccions regionals a Tigre el setembre de 2020, desafiant al govern federal, que llavors va declarar il·legals les eleccions a Tigre.

### Guerra de Tigre (2020-2021)
La guerra esclatà quan el president etíop Abiy Ahmed va llançar una ofensiva militar de l'exèrcit etíop (ENDF) amb el suport de la policia tant federal com regional, les forces de gendarmeria de les veïnes regions d'Amhara i Àfar i també de l'exèrcit d'Eritrea, país limítrof amb Tigre contra les forces del Front Popular d'Alliberament de Tigre que governen la regió, juntament amb els soldats desertors de l'ENDF i de voluntaris civils.
Després d'una llarga acumulació de forces eritrees i amhares a les fronteres de Tigre, els combats reals entre el TPLF i l'aliança Etiòpia-Eritrea-Amhara van començar amb els atacs del 4 de novembre contra les bases del Comandament Nord i la caserna general del ENDF a la regió de Tigre per part de les forces de seguretat alineades amb el TPLF i amb els contraatacs de l'ENDF a la regió de Tigre el mateix dia, que les autoritats federals van qualificar d'acció policial. Les forces federals van capturar Mekele, la capital de la regió de Tigre, el 28 de novembre, després de la qual cosa el primer ministre Abiy va donar per «acabada» l'operació a Tigre. No obstant això, el TPLF ja va declarar a finals de novembre que continuaria lluitant fins que els «invasors» marxessin de la regió i el 18 de gener de 2021, la Junta Electoral Nacional d'Etiòpia va posar fi al registre del partit, citant actes de violència i rebel·lió comesos per la direcció del partit contra el govern federal el 2020, així com la manca de representació.
Després de mesos de lluita, la guerra va fer un tomb radical el 28 de juny de 2021 els tigrinyes van recuperar la seva capital, Mekelle, i a l'agost, l'Exèrcit d'Alliberament Oromo va anunciar una aliança militar amb el TPLF després que ja s'hagués aconseguit un acord similar entre els tigrinyes i algunes milícies rebels d’Araf i el govern va declarar un alto el foc.

## Finançament
El març de 2010 Martin Plaut de la BBC informava que el TPLF havia guanyat grans quantitats de diners defraudant organitzacions d'ajut internacionals durant la fam de 1984-1985 a Etiòpia. Plaut entrevistava a dues persones anteriorment associades amb TPLF, Gebremedhin Araya i Aregawi Berhe, i també citava un informe de la CIA de meitat del 1980 que feia afirmacions similars.
Aregawi Berhe, que fou un alt comandant del TPLF i ara viu exiliat als Països Baixos, deia a Deutsche Welle que "el moviment rebel, TPLF, havia rebut els diners sota pretensions falses - a través del seu braç de desenvolupament, l'anomenada 'Associació d'Ajut de Tigre' ('Aid Association of Tigray' MARET). Però MARET pertanyia al partit. Així després que l'ajut de donants i caritats d'ajut va ser recollit, va quedar disponible a través del pressupost del comitè central del partit per a logística i finançament de la resistència.".

## Membres
Els membres més destacats del TPLF inclouen: Meles Zenawi (president de partit i president d'Etiòpia), Seyoum Mesfin, Sebhat Nega, Arkebe Oqubay, Abay Tsehaye, Abadi Zemo, Tsegay Berhe, Azeb Mesfin, Haftom Abraha, i Weyen (difunt). Entre els antics membres separats del grup: Siye Abraha, Gebru Asrat, Ghidey Zeratsion, Aregawi Berhe, Tewolde Wolde Mariam, Alemseged Gebreamlak, Hailu Mengesha, Aregash Adane, Awalom Woldu, i Abebe Tessema.